# Mosnang
Mosnang is een gemeente en plaats in het Zwitserse kanton Sankt Gallen, en maakt deel uit van het district Toggenburg.

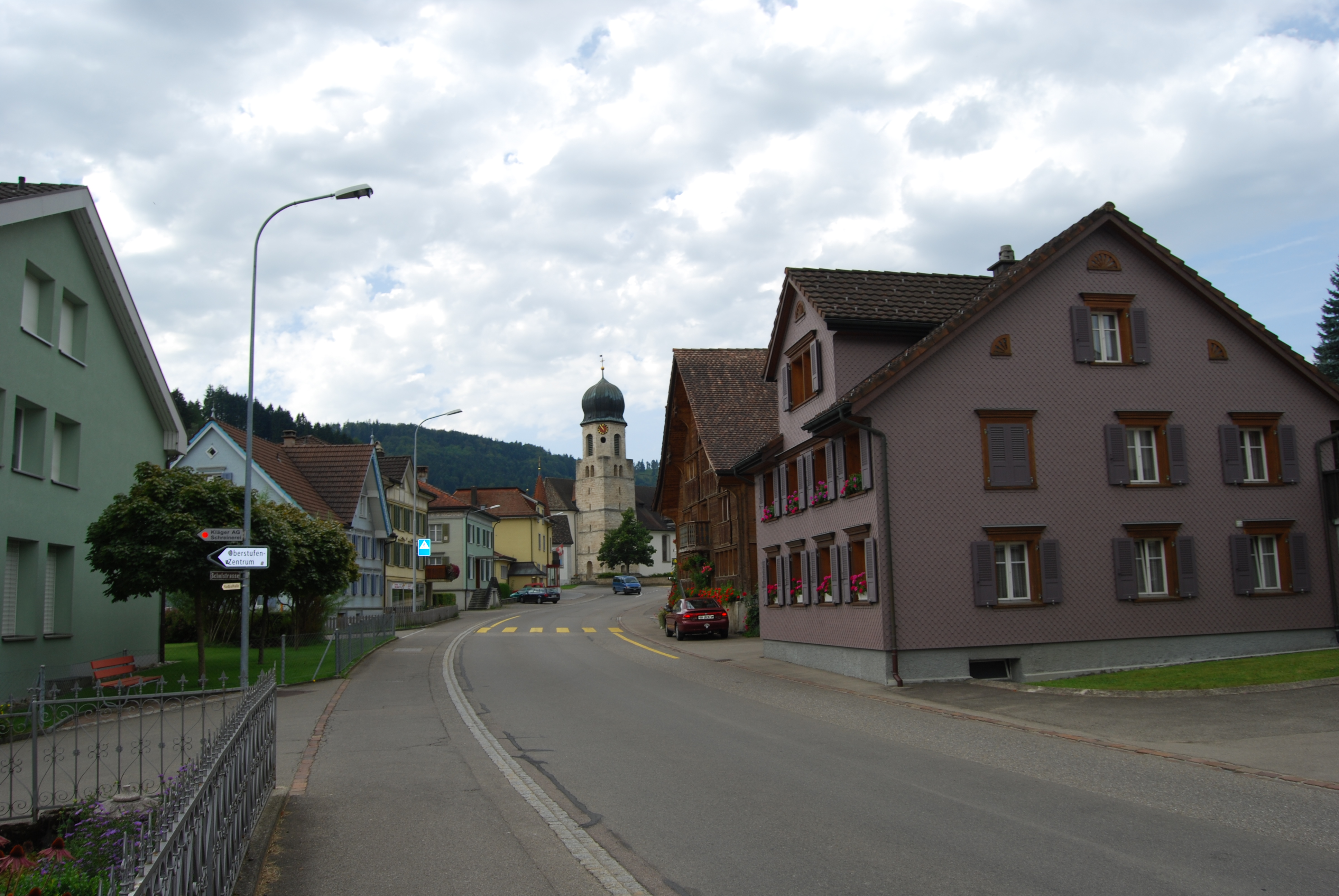
Mosnang

Mosnang telt 2882 inwoners.